# ملعب كرة القدم الوطني
ملعب كرة القدم الوطني هو ملعب كرة قدم يقع في أبيا عاصمة ساموا . يسع الملعب لجلوس 3،500 متفرج . يعتبر الملعب الرسمي الذي يخوض فيه منتخب ساموا مبارياته الدولية .